# Сад скромного чиновника
Сад скромного чиновника (спрощ.: 拙政园; піньїнь: Zhuōzhèng yuán) — китайський сад у Сучжоу, об'єкт Всесвітньої спадщини ЮНЕСКО та один із найвідоміших садів Сучжоу. Сад розташований за адресою 178 Northeast Street (东北街178号), район Гусу. Це найбільший сад у Сучжоу, і деякі вважають його найкращим садом у всьому південному Китаї. 

## Історія

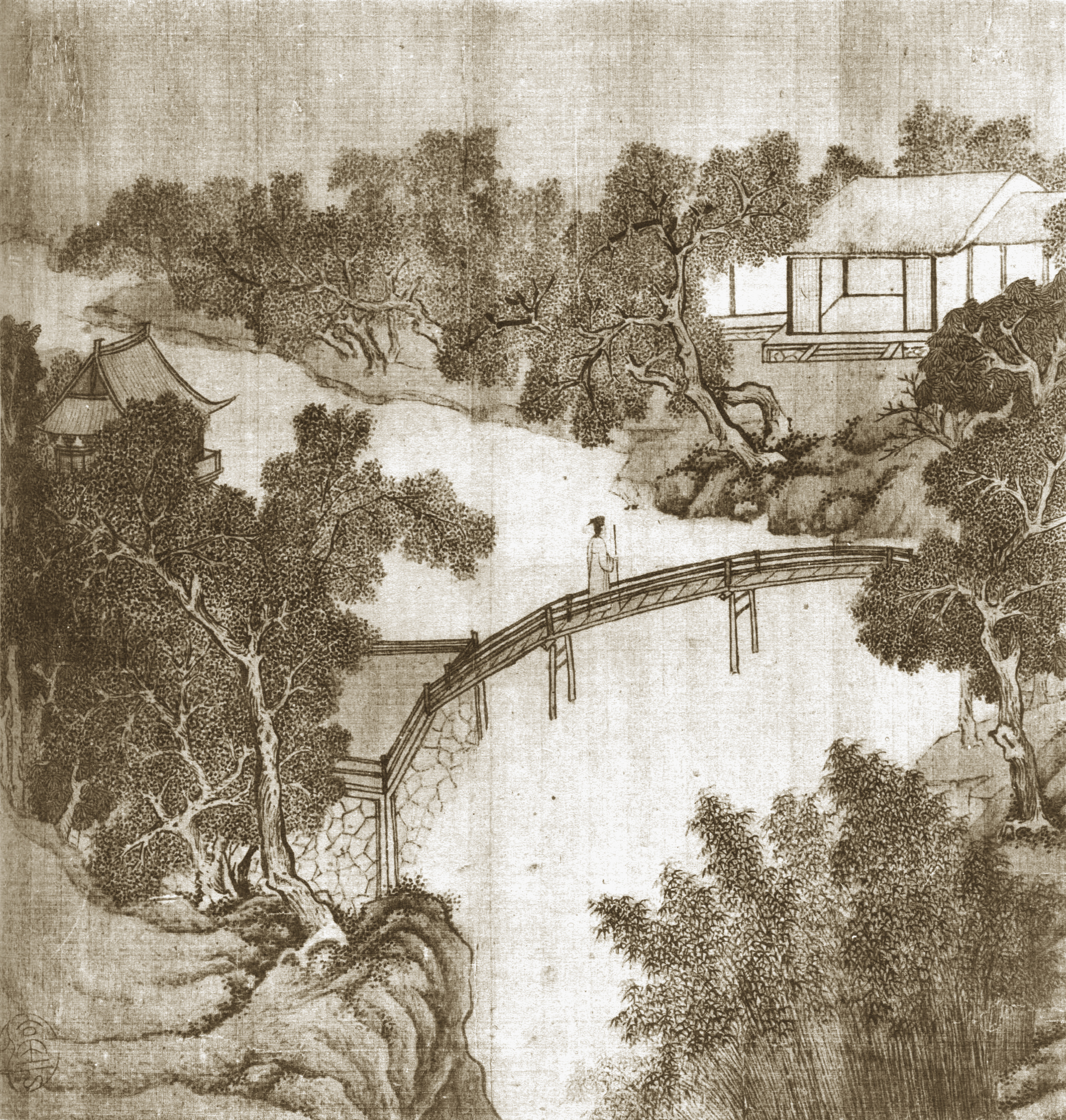
Ескіз саду Вен Чженмін

Вперше був розбитий сад в період Шаосін (1131-1162) династії Південна Сун. Згодом він змінив власника і постійно знищувався або змінювався.  Це була резиденція і сад Лу Гуймена, вченого династії Тан. Пізніше за часів династії Юань він став садом храму Дахон.
У 1513 році Ван Сяньчен, імперський посланець і поет династії Мін, створив сад на місці напівзруйнованого храму Дахун, який був спалений під час завоювання Мін. У 1510 році він повернувся у рідний дім Сучжоу з нагоди смерті свого батька. Він пережив бурхливе службове життя, яке перемежовувалося різними пониженнями в посаді та підвищенням по службі, і залишив свою останню офіційну посаду магістрату округу Юнцзя провінції Чжецзян і почав працювати над садом.  Назва має стосунок до твору відомого вченого чиновника династії Цзінь, Пань Юе, у його прозі «Ліниве життя»: «Я насолоджуюся безтурботним життям, саджу дерева та будую власне будинок. . . Я зрошую свій сад і вирощую овочі, щоб їх їсти... таке життя добре підходить такому відставному чиновнику, як я».  Цей вірш символізував бажання Ван відійти від політики і прийняти життя відлюдника на манер Тао Юаньміна.   На його завершення знадобилося 16 років до 1526 року. Вень Чженьмін написав есе «Примітки про сад скромного адміністратора Ван» і намалював «Пейзажі саду скромного адміністратора» у 1533 році, включаючи 31 картину та вірші на згадку про сад.  У 1551 році Вен випустив другий альбом із восьми листків, що показують місця в саду.

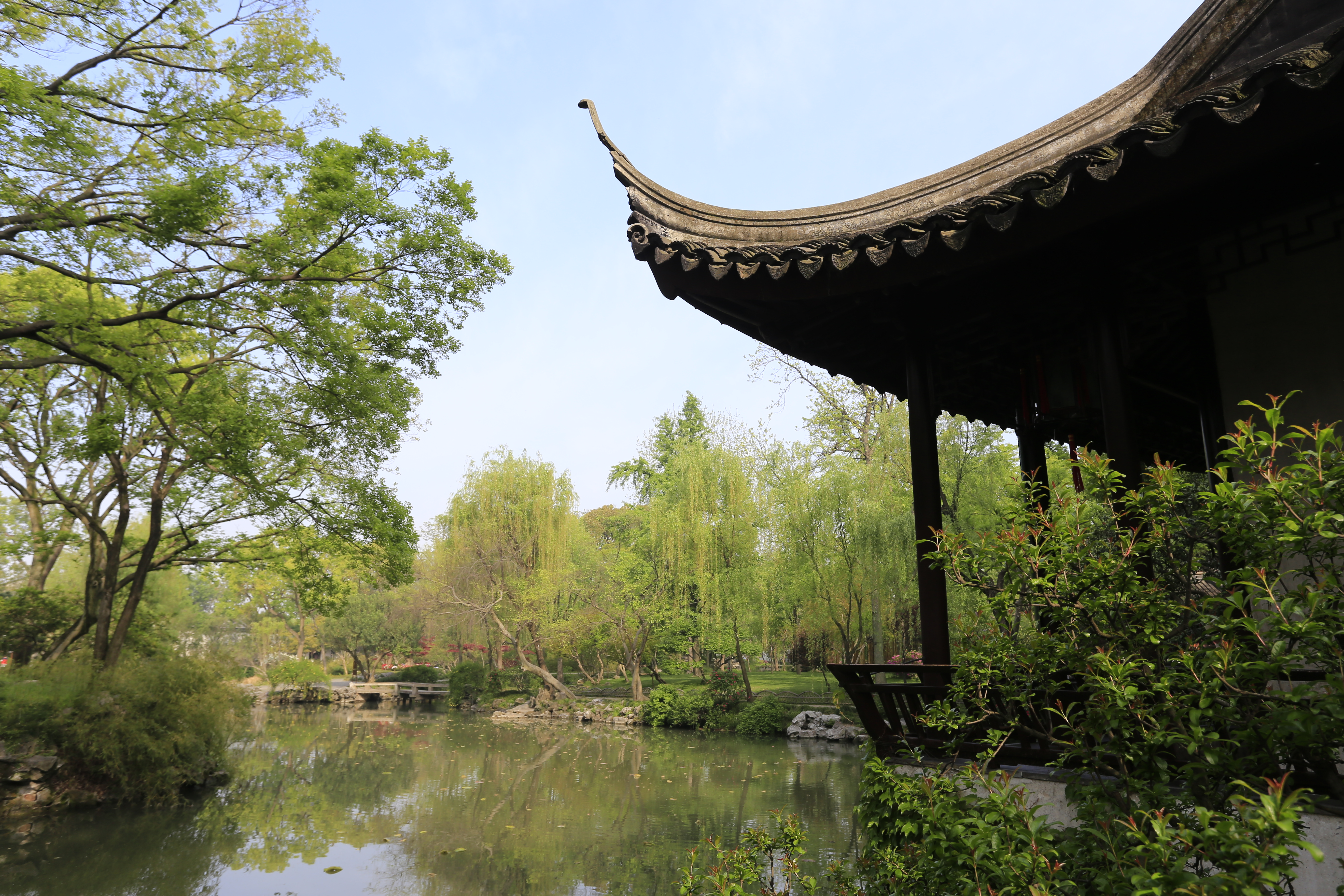
Східний сад (Житло після повернення в сільську місцевість)

Син Ван втратив сад, щоб сплатити борги, і з тих пір він багато разів переходив з рук у руки. У 1631 році східний сад був відокремлений від інших і придбаний Ван Сіньї, віце-міністром ради юстиції.  Він вніс багато модифікацій протягом наступних чотирьох років, закінчивши роботу в 1635 році. Після завершення його було перейменовано в Житло після повернення в сільську місцевість (歸田園居). Центральний сад був придбаний Цзян Ци, губернатором Цзянсу в 1738 році.  Після масштабної реконструкції він перейменував його в Перебудований Сад. У 1860 році він став резиденцією принца Тайпін, Лі Сючена, і був реконструйований, і кажуть, що нинішній вигляд саду успадкований від цього періоду. Також у 1738 році Західний сад був придбаний головним історографом Є Шикуаном і перейменований у Сад книг. Сад книг був придбаний купцем із Сучжоу Чжан Люцяном у 1877 році і перейменований у Допоміжний сад.  У 1949 році всі три частини саду були знову зʼєднані китайським урядом і згодом відкриті для публіки, а потім відновлені в 1952 році. У 1997 році сад отримав статус Всесвітньої спадщини ЮНЕСКО.
Передбачається, що Цао Сюецін, автор «Сну у Червоному теремі», жив у саду в підлітковому віці – приблизно в 1735 році. Серед китайських вчених вважається, що велика частина саду в його романі «Сон про Червону палату» була списана з цього саду.

## Дизайн

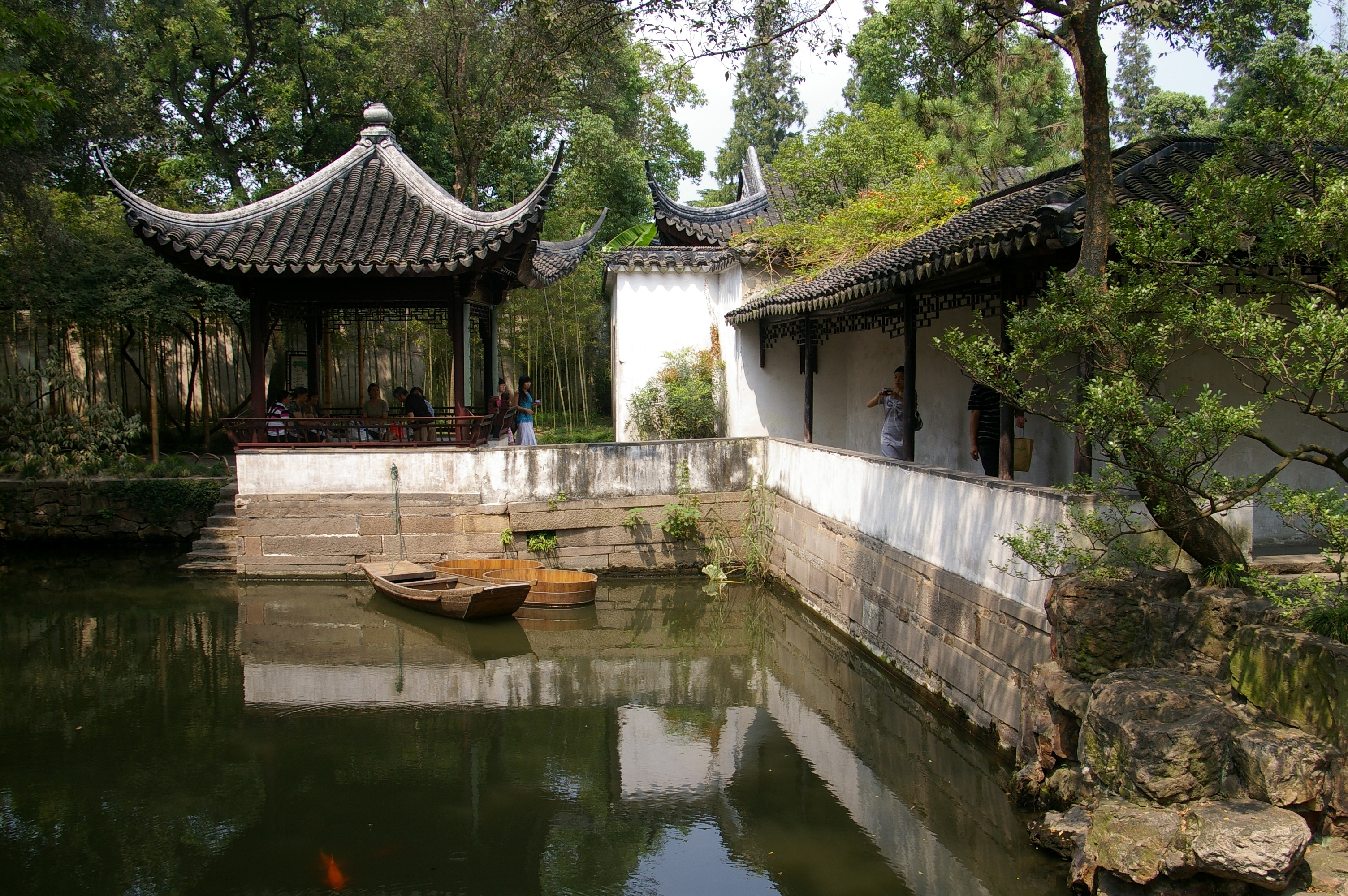

Сад містить численні павільйони та містки, розташовані серед лабіринту з'єднаних між собою басейнів та островів. Він складається з трьох основних частин, розташованих біля великого озера: центральної частини (Чжуочжен Юань), східної частини (колись називалася Гуітяньюаньджу, «Житло після повернення в сільську місцевість») і західної частини (додатковий сад). Будинок розташований на півдні саду. Загалом сад містить 48 різних будівель.   Лю Дуньчжэнь припустив, що розташування каменів і води в ставках центральної третини може брати початок у ранньому Цин. Західна третина зберегла план кінця дев’ятнадцятого століття, тоді як східна третина з тих пір пережила кілька реконструкцій. 
Сюе Чжицзянь, куратор саду та музею саду Сучжоу, пояснив вишуканий дизайн та естетичну цінність саду скромного адміністратора, найбільшого з садів Сучжоу. «Цей стиль саду старого стилю Сучжоу має багато шарів», — каже Сюе. «Є чотири особливі компоненти: камінь, рослина, архітектура та вода». І вони сплітаються разом у нескінченних комбінаціях. В одному кутку в саду скромного адміністратора скелі просікають стіну, завдяки чому глядачі відчувають, що вони досліджують гору, незважаючи на те, що вони знаходяться в центрі міста. Рослини тут символізують різні пори року, півонії навесні, лотос для літа, османтус взимку і цвітіння сливи взимку. 
Східний сад: складається з кількох будівель навколо великого центрального газону та ставка. Газон оточений гаєм миртових дерев.
Центральний сад: цей розділ складається з багатьох місць, розташованих навколо ставка «Наростаюча хвиля». Усередині ставка три острови відтворюють пейзажі казкових островів східного моря.
Західний сад: ця частина лише вдвічі менша за центральну частину, і в ній переважно переважає вода. З півночі на південь тягнеться ставок, а в центральній частині височіє острівець. Хоча він невеликий, він спланований з ретельною ретельністю та точністю. Будинки хоч і численні, але не захаращуються; невеликі гори і ставки не справляють тісного враження. 